# Рипсруд, Мартине
Мартина Рипсруд (норв. Martine Ripsrud; род. 31 октября 1995 года, Станге, губерния Хедмарк) — норвежская конькобежка, бронзовая призёр чемпионата мира, двукратная бронзовая призёр чемпионата Европы в командном спринте.  Участница зимних Олимпийских игр 2022 года.

## Биография
Мартина Рипсруд родилась в коммуне Станге, где и начала кататься на коньках в возрасте 4-х лет. В 13 лет решила сосредоточиться исключительно на конькобежном спорте, после того как её отец познакомил её с этим видом спорта. С 15 лет Мартина выступает на национальном чемпионате Норвегии  за команду "Stange Sportsklub".
С 2013 по 2015 года она участвовала в юниорских чемпионатах мира и юниорском Кубке мира, но высоких результатов не показывала. В 2016 году дебютировала в национальной сборной на чемпионате мира в спринтерском многоборье в Сеуле и в общей классификации стала 26-й. Через года в  в Калгари поднялась уже на 20-е место.
В ноябре 2017 года на чемпионате Норвегии в Ставангере она получила травму ноги после столкновения с товарищем по команде Идой Ньотун, а в декабре на Кубке мира в Калгари с подругами по команде выиграла серебро в командном спринте. Через месяц в 2018 году выиграла бронзовую медаль в командном спринте на чемпионате Европы в Коломне. В ноябре на чемпионате Норвегии заняла 2-е место в беге на 500 метров.
В декабре 2018 года на национальном чемпионате в спринтерском многоборье выиграла бронзовую медаль. В 2021 году Рипсруд поднялась на 14-е место в многоборье на чемпионате Европы спринтерском многоборье в Херенвене, а на чемпионате мира на отдельных дистанциях в Херенвене заняла 21-е место в беге на 500 метров.
В начале 2022 года Рипсруд завоевала бронзовую медаль вместе с подругами в командном спринте на чемпионате Европы на отдельных дистанциях в Херенвене, финишировав со временем 1:31.43 сек. На дистанции 500 метров она заняла 10-е место и на 1000 метров - 11-е место. В феврале Рипсруд впервые участвовала на зимних Олимпийских играх в Пекине, где заняла 23-е место в беге на 500 метров.
В марте 2022 года она поднялась на 10-е место в общем зачёте на чемпионате мира в спринтерском многоборье в Хамаре, на следующий день выиграла бронзовую медаль в командном спринте на чемпионате мира на отдельных дистанциях.

## Личная жизнь
Мартина Рипсруд любит проводить время с друзьями. Её партнёр Хенрик Фагерли Рукке представлял Норвегию в конькобежном спорте на зимних Олимпийских играх 2018 года в Пхёнчхане.

## Награды
- 2014 год - награждена Hedmarksnala на конькобежном треке Хедмарк в Норвегии